# (61195) Martinoli
(61195) Martinoli (2000 OU2) – planetoida z pasa głównego asteroid okrążająca Słońce w ciągu 3,69 lat w średniej odległości 2,39 j.a. Odkryta 28 lipca 2000 roku.